# Galanthella
Galanthella is een geslacht van vlinders van de familie tandvlinders (Notodontidae), uit de onderfamilie Notodontinae.

## Soorten
- G. arctipennis (Holland, 1893)
- G. bella Bethune-Baker, 1913
- G. bipunctella Kiriakoff, 1959
- G. evides Kiriakoff, 1959
- G. mimica (Aurivillius, 1925)
- G. ochrea (Gaede, 1928)